# Élections municipales de 2026 dans le Cher
Pour un article plus général, voir Élections municipales françaises de 2026.
Les élections municipales dans le Cher sont prévues en mars 2026. Cette page ne traite que les communes de 2 500 habitants et plus dans le Cher.

## Résultats à l'échelle du département

### Maires sortants et maires élus
| Commune                 | Population (en 2022) | Maire sortant(e)          | Parti | Parti | Maire élu(e) | Parti | Parti |
| ----------------------- | -------------------- | ------------------------- | ----- | ----- | ------------ | ----- | ----- |
| Aubigny-sur-Nère        | 5 464                | Laurence Renier           |       | LR    |              |       |       |
| Avord                   | 2 908                | Alain Blanchard           |       | DVD   |              |       |       |
| Bourges                 | 64 238               | Yann Galut                |       | DVG   |              |       |       |
| La Chapelle-Saint-Ursin | 3 687                | Jean-Marie Vollot         |       | DVG   |              |       |       |
| Dun-sur-Auron           | 3 566                | Louis Cosyns              |       | DVD   |              |       |       |
| La Guerche-sur-l'Aubois | 3 187                | Pierre Ducastel           |       | DVD   |              |       |       |
| Mehun-sur-Yèvre         | 6 394                | Jean-Louis Salak          |       | LR    |              |       |       |
| Méreau                  | 2 649                | Alain Mornay              |       | SE    |              |       |       |
| Saint-Amand-Montrond    | 9 690                | Emmanuel Riotte           |       | LR    |              |       |       |
| Saint-Doulchard         | 9 650                | Richard Boudet            |       | DVD   |              |       |       |
| Saint-Florent-sur-Cher  | 6 416                | Marie-Line Cirre          |       | DVD   |              |       |       |
| Saint-Germain-du-Puy    | 4 852                | Marie-Christine Beaudouin |       | PCF   |              |       |       |
| Saint-Martin-d'Auxigny  | 2 525                | Fabrice Chollet           |       | DVD   |              |       |       |
| Sancoins                | 2 941                | Pierre Guiblin            |       | PS    |              |       |       |
| Trouy                   | 4 034                | Franck Breteau            |       | DVD   |              |       |       |
| Vierzon                 | 25 254               | Corinne Ollivier          |       | PCF   |              |       |       |

### Résultats en nombre de maires
| Partis       | Partis                    | Maires sortants | Maires élus | Évolution |
| ------------ | ------------------------- | --------------- | ----------- | --------- |
|              | Divers droite             | 7               |             |           |
|              | Les Républicains          | 3               |             |           |
| Total droite | Total droite              | 10              |             |           |
|              | Divers gauche             | 2               |             |           |
|              | Parti communiste français | 2               |             |           |
|              | Parti socialiste          | 1               |             |           |
| Total gauche | Total gauche              | 5               |             |           |
|              | Sans étiquette            | 1               |             |           |
| Total        | Total                     | 16              | 16          | -         |

## Résultats dans les communes de plus de 2 500 habitants

### Aubigny-sur-Nère
- Maire sortante : Laurence Renier (LR)
- 29 sièges à pourvoir au conseil municipal (population légale 2022 : 5 464 habitants)
- 12 sièges à pourvoir au conseil communautaire (CC Sauldre et Sologne)

| Tête de liste | Tête de liste | Parti(s) | Nuance | Premier tour | Premier tour | Second tour | Second tour | Sièges | Sièges |
| Tête de liste | Tête de liste | Parti(s) | Nuance | Voix         | %            | Voix        | %           | CM     | CC     |
| ------------- | ------------- | -------- | ------ | ------------ | ------------ | ----------- | ----------- | ------ | ------ |

### Avord
- Maire sortant : Alain Blanchard (DVD)
- 23 sièges à pourvoir au conseil municipal (population légale 2022 : 2 908 habitants)
- 8 sièges à pourvoir au conseil communautaire (CC La Septaine)

| Tête de liste | Tête de liste | Parti(s) | Nuance | Premier tour | Premier tour | Second tour | Second tour | Sièges | Sièges |
| Tête de liste | Tête de liste | Parti(s) | Nuance | Voix         | %            | Voix        | %           | CM     | CC     |
| ------------- | ------------- | -------- | ------ | ------------ | ------------ | ----------- | ----------- | ------ | ------ |

### Bourges
- Maire sortant : Yann Galut (DVG)
- 49 sièges à pourvoir au conseil municipal (population légale 2022 : 64 238 habitants)
- 35 sièges à pourvoir au conseil communautaire (CA Bourges Plus)

| Tête de liste | Tête de liste | Parti(s) | Nuance | Premier tour | Premier tour | Second tour | Second tour | Sièges | Sièges |
| Tête de liste | Tête de liste | Parti(s) | Nuance | Voix         | %            | Voix        | %           | CM     | CC     |
| ------------- | ------------- | -------- | ------ | ------------ | ------------ | ----------- | ----------- | ------ | ------ |

### La Chapelle-Saint-Ursin
- Maire sortant : Jean-Marie Vollot (DVG)
- 27 sièges à pourvoir au conseil municipal (population légale 2022 : 3 687 habitants)
- 2 sièges à pourvoir au conseil communautaire (CA Bourges Plus)

| Tête de liste | Tête de liste | Parti(s) | Nuance | Premier tour | Premier tour | Second tour | Second tour | Sièges | Sièges |
| Tête de liste | Tête de liste | Parti(s) | Nuance | Voix         | %            | Voix        | %           | CM     | CC     |
| ------------- | ------------- | -------- | ------ | ------------ | ------------ | ----------- | ----------- | ------ | ------ |

### Dun-sur-Auron
- Maire sortant : Louis Cosyns (DVD)
- 27 sièges à pourvoir au conseil municipal (population légale 2022 : 3 566 habitants)
- 14 sièges à pourvoir au conseil communautaire (CC Le Dunois)

| Tête de liste | Tête de liste | Parti(s) | Nuance | Premier tour | Premier tour | Second tour | Second tour | Sièges | Sièges |
| Tête de liste | Tête de liste | Parti(s) | Nuance | Voix         | %            | Voix        | %           | CM     | CC     |
| ------------- | ------------- | -------- | ------ | ------------ | ------------ | ----------- | ----------- | ------ | ------ |

### La Guerche-sur-l'Aubois
- Maire sortant : Pierre Ducastel (DVD)
- 23 sièges à pourvoir au conseil municipal (population légale 2022 : 3 187 habitants)
- 10 sièges à pourvoir au conseil communautaire (CC Portes du Berry, entre Loire et Val d'Aubois)

| Tête de liste | Tête de liste | Parti(s) | Nuance | Premier tour | Premier tour | Second tour | Second tour | Sièges | Sièges |
| Tête de liste | Tête de liste | Parti(s) | Nuance | Voix         | %            | Voix        | %           | CM     | CC     |
| ------------- | ------------- | -------- | ------ | ------------ | ------------ | ----------- | ----------- | ------ | ------ |

### Mehun-sur-Yèvre
- Maire sortant : Jean-Louis Salak (LR)
- 29 sièges à pourvoir au conseil municipal (population légale 2022 : 6 394 habitants)
- 5 sièges à pourvoir au conseil communautaire (CA Bourges Plus)

| Tête de liste | Tête de liste | Parti(s) | Nuance | Premier tour | Premier tour | Second tour | Second tour | Sièges | Sièges |
| Tête de liste | Tête de liste | Parti(s) | Nuance | Voix         | %            | Voix        | %           | CM     | CC     |
| ------------- | ------------- | -------- | ------ | ------------ | ------------ | ----------- | ----------- | ------ | ------ |

### Méreau
- Maire sortant : Alain Mornay (SE)
- 23 sièges à pourvoir au conseil municipal (population légale 2022 : 2 649 habitants)
- 9 sièges à pourvoir au conseil communautaire (CC Cœur de Berry)

| Tête de liste | Tête de liste | Parti(s) | Nuance | Premier tour | Premier tour | Second tour | Second tour | Sièges | Sièges |
| Tête de liste | Tête de liste | Parti(s) | Nuance | Voix         | %            | Voix        | %           | CM     | CC     |
| ------------- | ------------- | -------- | ------ | ------------ | ------------ | ----------- | ----------- | ------ | ------ |

### Saint-Amand-Montrond
- Maire sortante : Emmanuel Riotte (LR)
- 29 sièges à pourvoir au conseil municipal (population légale 2022 : 9 690 habitants)
- 17 sièges à pourvoir au conseil communautaire (CC Cœur de France)

| Tête de liste | Tête de liste | Parti(s) | Nuance | Premier tour | Premier tour | Second tour | Second tour | Sièges | Sièges |
| Tête de liste | Tête de liste | Parti(s) | Nuance | Voix         | %            | Voix        | %           | CM     | CC     |
| ------------- | ------------- | -------- | ------ | ------------ | ------------ | ----------- | ----------- | ------ | ------ |

### Saint-Doulchard
- Maire sortant : Richard Boudet (DVD)
- 29 sièges à pourvoir au conseil municipal (population légale 2022 : 9 650 habitants)
- 8 sièges à pourvoir au conseil communautaire (CA Bourges Plus)

| Tête de liste | Tête de liste | Parti(s) | Nuance | Premier tour | Premier tour | Second tour | Second tour | Sièges | Sièges |
| Tête de liste | Tête de liste | Parti(s) | Nuance | Voix         | %            | Voix        | %           | CM     | CC     |
| ------------- | ------------- | -------- | ------ | ------------ | ------------ | ----------- | ----------- | ------ | ------ |

### Saint-Florent-sur-Cher
- Maire sortante : Marie-Line Cirre (DVD)
- 29 sièges à pourvoir au conseil municipal (population légale 2022 : 6 416 habitants)
- 14 sièges à pourvoir au conseil communautaire (CC FerCher - Pays Florentais)

| Tête de liste | Tête de liste | Parti(s) | Nuance | Premier tour | Premier tour | Second tour | Second tour | Sièges | Sièges |
| Tête de liste | Tête de liste | Parti(s) | Nuance | Voix         | %            | Voix        | %           | CM     | CC     |
| ------------- | ------------- | -------- | ------ | ------------ | ------------ | ----------- | ----------- | ------ | ------ |

### Saint-Germain-du-Puy
- Maire sortante : Marie-Christine Beaudouin (PCF)
- 27 sièges à pourvoir au conseil municipal (population légale 2022 : 4 852 habitants)
- 4 sièges à pourvoir au conseil communautaire (CA Bourges Plus)

| Tête de liste | Tête de liste | Parti(s) | Nuance | Premier tour | Premier tour | Second tour | Second tour | Sièges | Sièges |
| Tête de liste | Tête de liste | Parti(s) | Nuance | Voix         | %            | Voix        | %           | CM     | CC     |
| ------------- | ------------- | -------- | ------ | ------------ | ------------ | ----------- | ----------- | ------ | ------ |

### Saint-Martin-d'Auxigny
- Maire sortant : Fabrice Chollet (DVD)
- 23 sièges à pourvoir au conseil municipal (population légale 2022 : 2 525 habitants)
- 4 sièges à pourvoir au conseil communautaire (CC Terres du Haut Berry)

| Tête de liste | Tête de liste | Parti(s) | Nuance | Premier tour | Premier tour | Second tour | Second tour | Sièges | Sièges |
| Tête de liste | Tête de liste | Parti(s) | Nuance | Voix         | %            | Voix        | %           | CM     | CC     |
| ------------- | ------------- | -------- | ------ | ------------ | ------------ | ----------- | ----------- | ------ | ------ |

### Sancoins
- Maire sortant : Pierre Guiblin (PS)
- 23 sièges à pourvoir au conseil municipal (population légale 2022 : 2 941 habitants)
- 15 sièges à pourvoir au conseil communautaire (CC Les Trois Provinces)

| Tête de liste | Tête de liste | Parti(s) | Nuance | Premier tour | Premier tour | Second tour | Second tour | Sièges | Sièges |
| Tête de liste | Tête de liste | Parti(s) | Nuance | Voix         | %            | Voix        | %           | CM     | CC     |
| ------------- | ------------- | -------- | ------ | ------------ | ------------ | ----------- | ----------- | ------ | ------ |

### Trouy
- Maire sortant : Franck Breteau (DVD)
- 27 sièges à pourvoir au conseil municipal (population légale 2022 : 4 034 habitants)
- 3 sièges à pourvoir au conseil communautaire (CA Bourges Plus)

| Tête de liste | Tête de liste | Parti(s) | Nuance | Premier tour | Premier tour | Second tour | Second tour | Sièges | Sièges |
| Tête de liste | Tête de liste | Parti(s) | Nuance | Voix         | %            | Voix        | %           | CM     | CC     |
| ------------- | ------------- | -------- | ------ | ------------ | ------------ | ----------- | ----------- | ------ | ------ |

### Vierzon
- Maire sortante : Corinne Ollivier (PCF)
- 35 sièges à pourvoir au conseil municipal (population légale 2022 : 25 254 habitants)
- 24 sièges à pourvoir au conseil communautaire (CC Vierzon Sologne Berry)

| Tête de liste | Tête de liste | Parti(s) | Nuance | Premier tour | Premier tour | Second tour | Second tour | Sièges | Sièges |
| Tête de liste | Tête de liste | Parti(s) | Nuance | Voix         | %            | Voix        | %           | CM     | CC     |
| ------------- | ------------- | -------- | ------ | ------------ | ------------ | ----------- | ----------- | ------ | ------ |